# Ribozyme

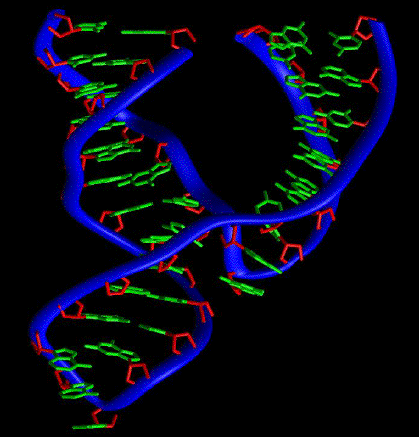
Le ribozyme en tête de marteau présent dans le génome de certains viroïdes de plantes

Les ribozymes sont des ARN qui possèdent la propriété de catalyser une réaction chimique spécifique. Le terme « ribozyme » est un mot-valise formé à partir des mots « acide ribonucléique » et « enzyme ».
La découverte de ces molécules dans les années 1980, indépendamment par Tom Cech et Sidney Altman, a été une grande surprise car jusqu'alors, les protéines étaient les seules macromolécules biologiques connues pour catalyser des réactions chimiques. 
Les propriétés catalytiques des ribozymes sont liées à la capacité de l'ARN de se replier pour former une structure compacte bien définie, qui, comme dans le cas des protéines, permet la formation de cavités formant des sites de fixation de ligands. Des groupements réactifs précisément orientés réalisent alors la catalyse proprement dite.

## Exemples de ribozymes
On connait aujourd'hui un certain nombre d'ARN naturels qui sont soit des ribozymes démontrés, soit des ribozymes probables, soit encore des ARN autocatalytiques, qui sont leur propre substrat.
- La ribonucléase P impliquée dans la maturation des ARNt a une activité catalytique démontrée. C'est un ribozyme naturel présent dans toutes les cellules[1]. Il est composé d'un ARN catalytique et d'une ou plusieurs protéines accessoires. Sa fonction est de catalyser la maturation des ARN de transfert.
- Le ribosome est aussi un ribozyme, ce qui a été établi de manière indirecte mais claire par la résolution de sa structure cristallographique. Le site actif du ribosome, qui catalyse la réaction de synthèse des liaisons peptidiques, n'est en effet composé que par l'ARN ribosomique[2].
- Les introns autoépissables, capables de se cliver spécifiquement en l'absence de protéines, même s'ils sont capables de promouvoir leur épissage, ne sont pas des catalyseurs au sens strict, puisque c'est une réaction unique, sans recyclage du catalyseur.
- Les riboswitchs que l'on trouve sur certains ARNm ont une activité autolytique : ils se clivent eux-mêmes lorsqu'ils sont liés à un ligand activateur. C'est le cas par exemple du riboswitch spécifique de la glucosamine-6-phosphate.
- Le splicéosome, responsable de l'épissage des introns cytoplasmiques chez les eucaryotes est aussi probablement un ribozyme, même si la démonstration formelle n'en a pas encore été effectuée.
- L'ARN de certains virus contient des structures capables d'activité de coupure autocatalytique, comme le ribozyme « en tête de marteau » caractérisé dans un viroïde infectant le plant d'avocat, ainsi que le ribozyme présent sur l'ARN du virus de Hépatite D permettant l'autoclivage de l'ARN viral.

Il existe enfin des ribozymes artificiels, isolés en laboratoire à partir d'un processus de sélection in vitro appelé SELEX.

## Ribozymes et origines de la vie
La découverte des ribozymes a bouleversé le domaine de l'étude des origines de la vie. L'ARN pouvant à la fois jouer le rôle de catalyseur et de support de l'information génétique. Il devenait possible d'imaginer un monde prébiotique où l'ARN aurait été le précurseur de toutes les fonctions biologiques. C'est l'hypothèse dite du RNA world ou "monde à ARN".